# Naradka

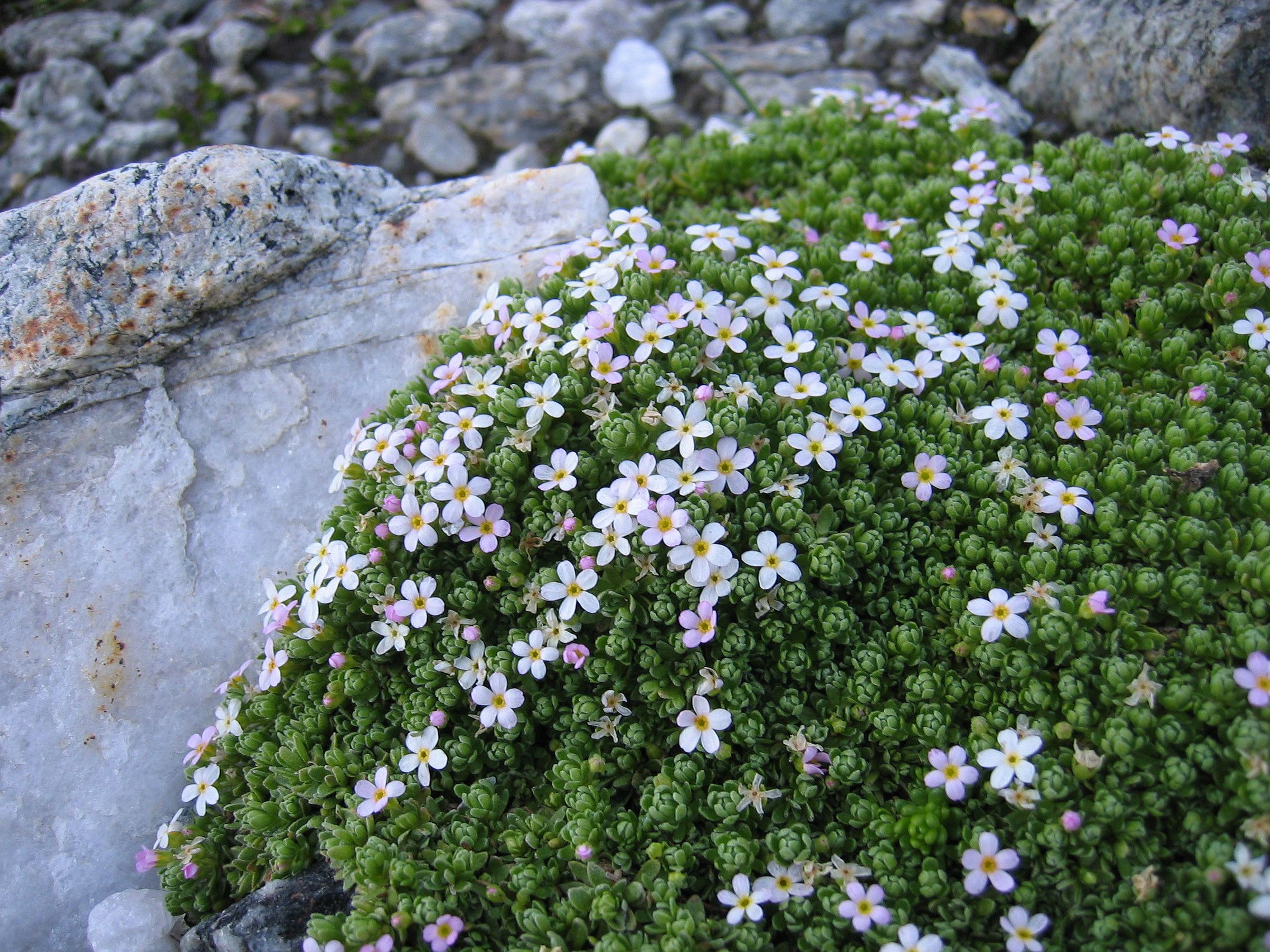
Naradka alpejska

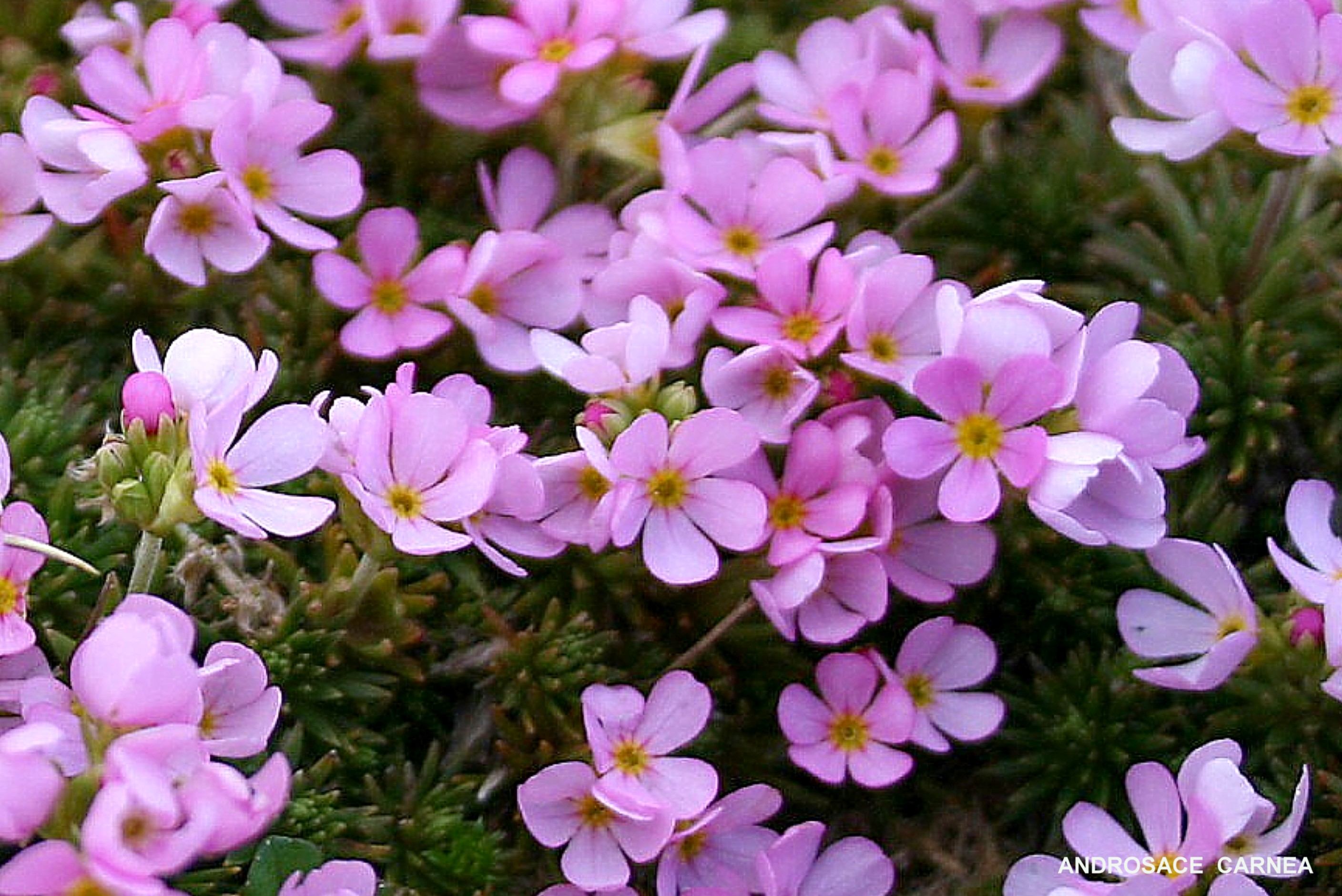
Naradka krwista

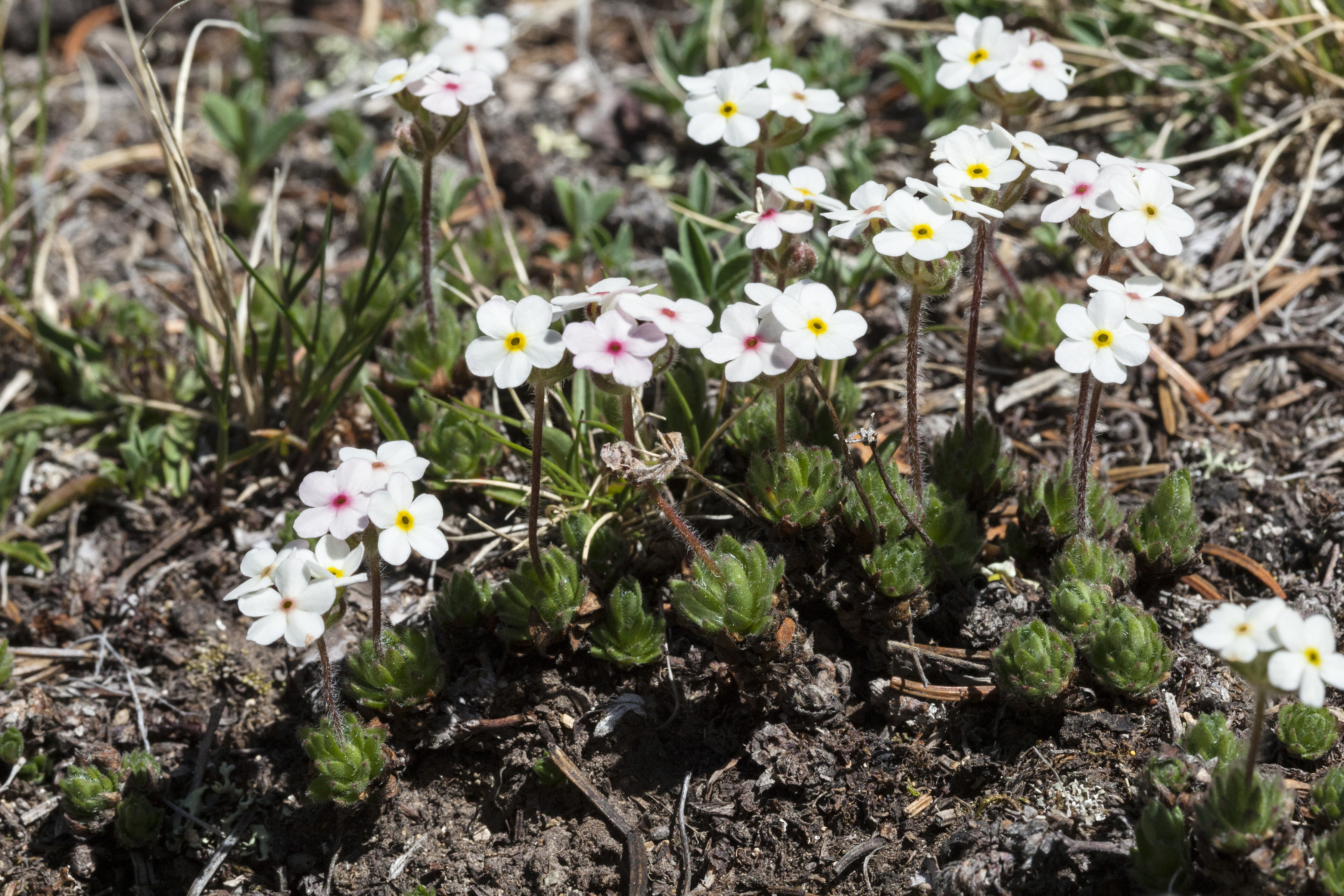
Naradka włosista

Naradka (Androsace L.) – rodzaj roślin należący do rodziny pierwiosnkowatych. Obejmuje co najmniej 164 gatunki. Występują one głównie na półkuli północnej w rejonach o chłodniejszym klimacie. Najwięcej jest ich w rejonie Himalajów i w Chinach, w Europie rosną 22 gatunki (w tym 4 rodzime w Polsce: naradka mlecznobiała A. lactea, północna A. septentrionalis, tępolistna A. obtusifolia i włosista A. chamaejasme), nieliczne gatunki występują także w Ameryce Północnej. Rośliny te zasiedlają zwykle murawy i tereny skaliste w górach, także widne lasy. 
Liczne gatunki uprawiane są jako rośliny ozdobne. Do najbardziej popularnych w uprawie należą: naradka krwista A. laggeri, naradka odroślowa A. sarmentosa i Androsace lanuginosa.

## Morfologia

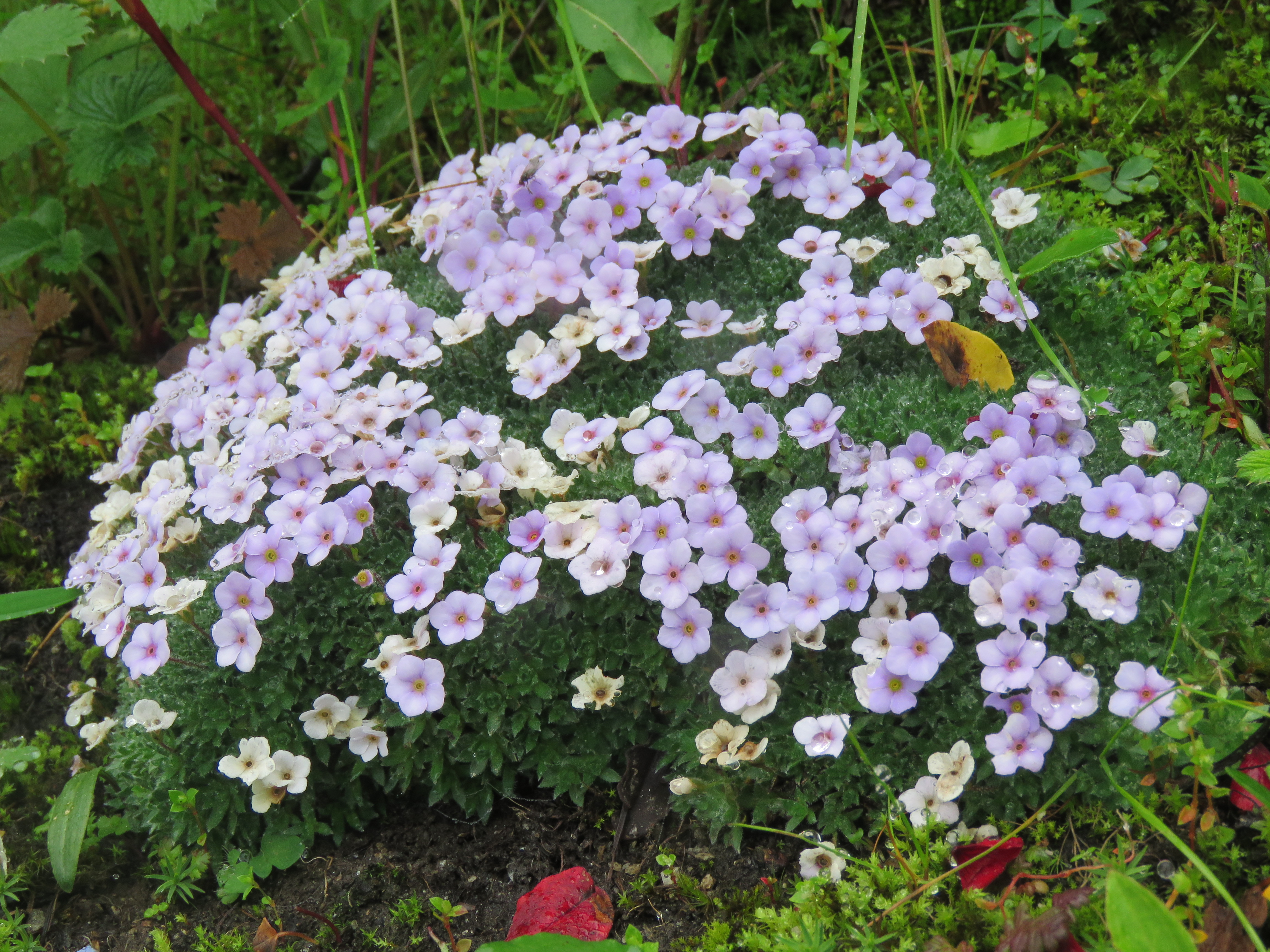
Androsace globifera

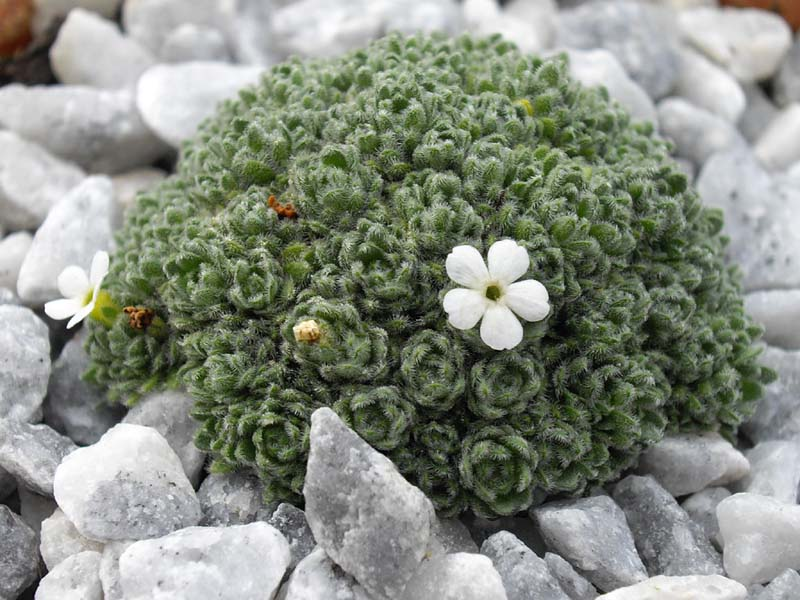
Androsace helvetica

PokrójNiewielkie rośliny jednoroczne lub byliny osiągające do 10 cm wysokości, często tworzące gęste kępki.
LiścieOgonkowe lub siedzące, tworzą zwykle przyziemną rozetę.
KwiatyPięciokrotne, osadzone na krótkich szypułkach wyrastają pojedynczo lub w baldachach. Działki kielicha zrośnięte. Płatki korony u nasady zrośnięte w krótką rurkę, na końcach zaokrąglone, przy gardzieli rurki korony z pierścieniem łusek. Płatki barwy białej, różowej lub czerwonej. Pręcików jest 5, równej długości, są zamknięte w rurce korony. Zalążnia jednokomorowa z pojedynczą szyjką słupka.
OwoceKulistawe torebki zawierające od jednego do wielu nasion.

## Systematyka
Pozycja systematyczna

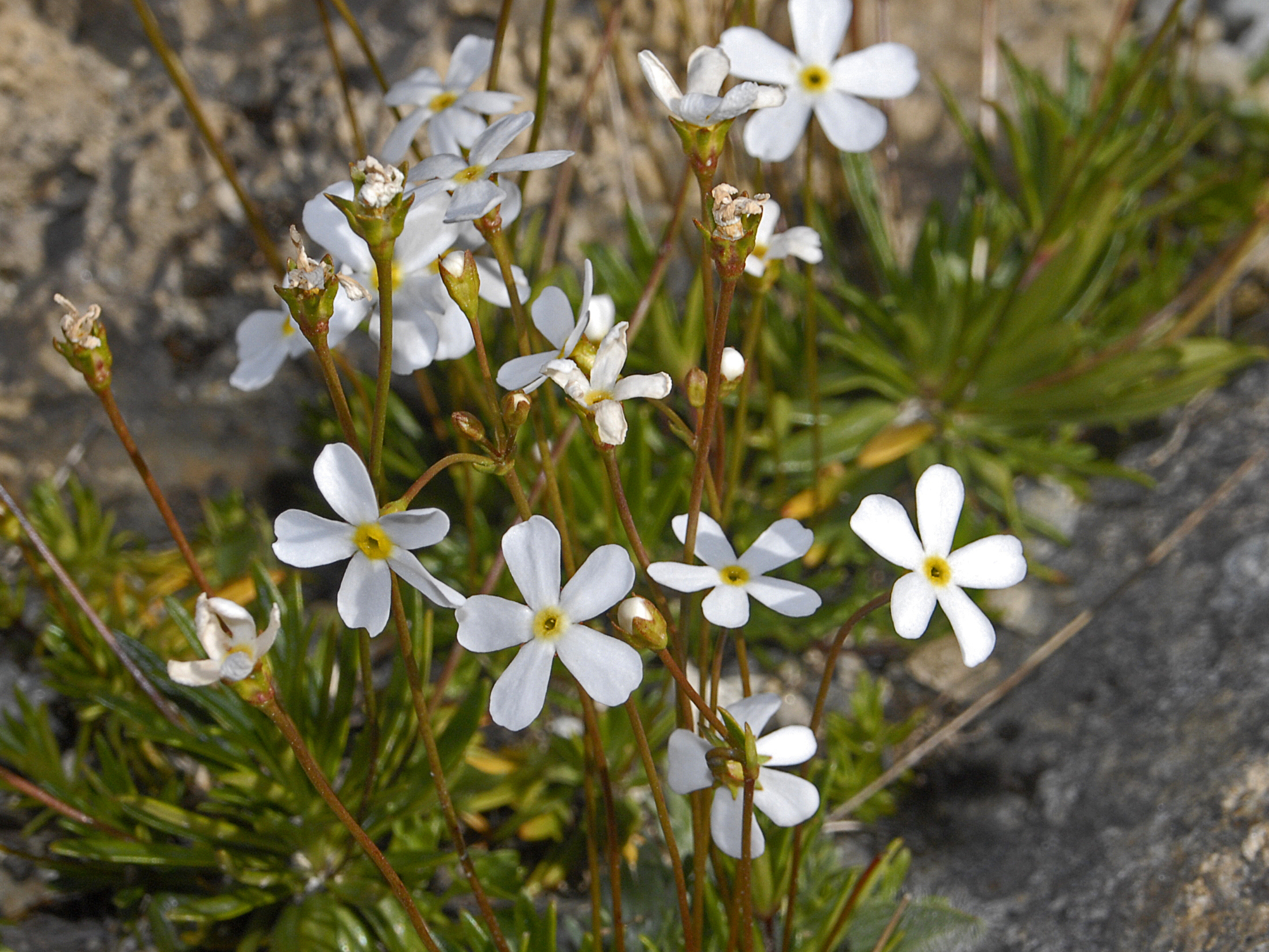
Androsace lactea

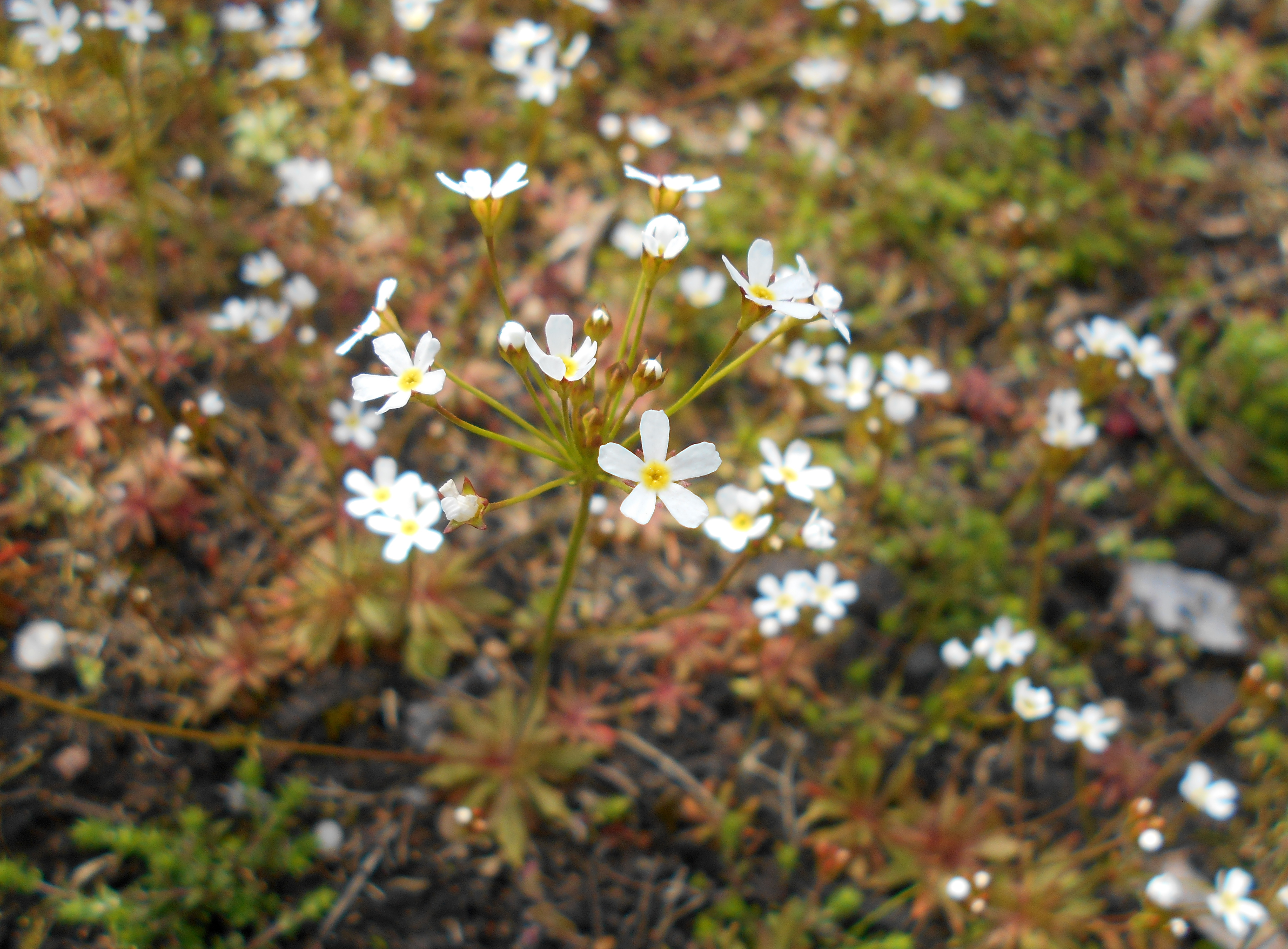
Androsace septentrionalis

Rodzaj z podrodziny pierwiosnkowych Primuloideae, rodziny pierwiosnkowatych Primulaceae, która wraz z siostrzaną rodziną hebankowatych należy do rzędu wrzosowców.
Wykaz gatunków
- Androsace adenocephala Hand.-Mazz.
- Androsace adfinis Biroli
- Androsace aflatunensis Ovcz.
- Androsace aizoon Duby
- Androsace akbaitalensis Derganc ex O.Fedtsch.
- Androsace alaica Ovcz. & S.B.Astan.
- Androsace alaschanica Maxim.
- Androsace alaskana Coville & Standl. ex Hultén
- Androsace albana Steven – naradka albańska
- Androsace alchemilloides Franch.
- Androsace alpina (L.) Lam. – naradka alpejska
- Androsace americana Wendelbo
- Androsace apus Franch. ex R.Knuth
- Androsace × aretioides (Gaudin) Hegetschw.
- Androsace argentea (C.F.Gaertn.) Lapeyr.
- Androsace armeniaca Duby
- Androsace axillaris (Franch.) Franch.
- Androsace baltistanica Y.J.Nasir
- Androsace beringensis (S.Kelso, Jurtzev & D.F.Murray) Cubey
- Androsace bidentata K.Koch
- Androsace bisulca Bureau & Franch.
- Androsace brachystegia Hand.-Mazz.
- Androsace bryomorpha Lipsky
- Androsace bulleyana Forrest
- Androsace bungeana Schischk. & Bobrov
- Androsace caduca Ovcz.
- Androsace caespitosa Lehm. ex Spreng.
- Androsace caucasica Sommier & Levier
- Androsace cernuiflora Y.C.Yang & R.F.Huang
- Androsace chaixii Gren. & Godr.
- Androsace chamaejasme Wulfen – naradka włosista
- Androsace ciliata DC.
- Androsace ciliifolia Ludlow
- Androsace constancei Wendelbo
- Androsace coronata (G.Watt) Hand.-Mazz.
- Androsace cortusifolia Nakai
- Androsace croftii Watt
- Androsace cuscutiformis Franch.
- Androsace cuttingii C.E.C.Fisch.
- Androsace cylindrica DC.
- Androsace darvasica Ovcz.
- Androsace dasyphylla Bunge
- Androsace delavayi Franch.
- Androsace dielsiana R.Knuth
- Androsace dissecta (Franch.) Franch.
- Androsace duthieana R.Knuth
- Androsace elatior Pax & K.Hoffm.
- Androsace elongata L. – naradka wydłużona
- Androsace engleri R.Knuth
- Androsace erecta Maxim.
- Androsace eritrichioides Gand.
- Androsace × escheri Brügger
- Androsace euryantha Hand.-Mazz.
- Androsace exscapa Maximova
- Androsace fedtschenkoi Ovcz.
- Androsace filiformis Retz.
- Androsace flavescens Maxim.
- Androsace foliosa Duby – naradka liściasta
- Androsace forrestiana Hand.-Mazz.
- Androsace gagnepainiana Hand.-Mazz.
- Androsace geraniifolia Watt – naradka bodziszkolistna
- Androsace globifera Duby – naradka kulista
- Androsace globiferoides (Kunth) Hand.-Mazz.
- Androsace gmelinii (L.) Roem. & Schult.
- Androsace gorodkovii Ovcz. & Karav.
- Androsace graceae Forrest ex W.W.Sm.
- Androsace gracilis Hand.-Mazz.
- Androsace graminifolia C.E.C.Fisch.
- Androsace halleri L.
- Androsace handel-mazzettii  Kress
- Androsace harrissii Duthie
- Androsace hausmannii Leyb.
- Androsace hazarica R.R.Stewart ex Y.J.Nasir
- Androsace hedreantha Griseb.
- Androsace × heeri W.D.J.Koch
- Androsace helvetica (L.) All.
- Androsace hemisphaerica Ludlow
- Androsace henryi Oliv.
- Androsace hohxilensis R.F.Huang & S.K.Wu
- Androsace hookeriana Klatt
- Androsace × hybrida A.Kern.
- Androsace idahoensis (Douglass M.Hend.) Cubey
- Androsace incana Lam.
- Androsace integra (Maxim.) Hand.-Mazz.
- Androsace intermedia Ledeb.
- Androsace jacquemontii Duby
- Androsace khokhrjakovii Mazurenko
- Androsace khumbuensis Dentant
- Androsace komovensis Schönsw. & Schneew.
- Androsace kouytchensis Bonati
- Androsace kuczerovii Knjaz.
- Androsace kuvajevii Mazurenko
- Androsace lactea L. – naradka mlecznobiała
- Androsace lactiflora Fisch. ex Willd.
- Androsace laevigata (A.Gray) Wendelbo
- Androsace laggeri A.Huet – naradka krwista
- Androsace lanuginosa Wall. – naradka kosmata
- Androsace laxa C.M.Hu & Y.C.Yang
- Androsace lehmanniana Spreng.
- Androsace lehmannii Wall. ex Duby
- Androsace limprichtii Pax & K.Hoffm.
- Androsace longifolia Turcz.
- Androsace lowariensis Y.J.Nasir
- Androsace ludlowiana Hand.-Mazz.
- Androsace mairei H.Lév.
- Androsace mariae Kanitz
- Androsace × marpensis G.F.Sm.
- Androsace mathildae Levier
- Androsace maxima L. – naradka kielichowa
- Androsace medifissa Y.L.Chen & Y.C.Yang
- Androsace minor (Hand.-Mazz.) C.M.Hu & Y.C.Yang
- Androsace mirabilis Franch.
- Androsace mollis Hand.-Mazz.
- Androsace montana (A.Gray) Wendelbo
- Androsace mucronifolia Watt – naradka sztyletolistna
- Androsace multiscapa Duby
- Androsace muscoidea Duby
- Androsace nivalis (Lindl.) Wendelbo
- Androsace nortonii Ludlow
- Androsace obtusifolia All. – naradka tępolistna
- Androsace occidentalis Pursh
- Androsace ochotensis Roem. & Schult.
- Androsace ojhorensis Y.J.Nasir
- Androsace ovalifolia Y.C.Yang
- Androsace ovczinnikovii Schischk. & Bobrov
- Androsace pavlovskii Ovcz.
- Androsace paxiana R.Knuth
- Androsace × pedemontana Rchb.
- Androsace phaeoblephara Hand.-Mazz.
- Androsace podlechii Wendelbo
- Androsace poissonii R.Knuth
- Androsace pomeiensis C.M.Hu & Y.C.Yang
- Androsace pubescens DC.
- Androsace pyrenaica Lam. – naradka pirenejska
- Androsace rhizomatosa Hand.-Mazz.
- Androsace rigida Hand.-Mazz.
- Androsace rioxana A.Segura
- Androsace rockii W.E.Evans
- Androsace rotundifolia Hardw. – naradka okrągłolistna
- Androsace runcinata Hand.-Mazz.
- Androsace russellii Y.J.Nasir
- Androsace sajanensis Stepanov
- Androsace salasii Kurtz
- Androsace sarmentosa Wall. – naradka odroślowa[11]
- Androsace selago Hook.f. & Thomson ex Klatt
- Androsace sempervivoides Jacquem. ex Duby – naradka rojnikowata[11]
- Androsace septentrionalis L. – naradka północna
- Androsace sericea Ovcz.
- Androsace similis Craib
- Androsace spinulifera (Franch.) R.Knuth – naradka kłująca
- Androsace squarrosula Maxim.
- Androsace staintonii Y.J.Nasir
- Androsace stenophylla (Petitm.) Hand.-Mazz.
- Androsace strigillosa Franch.
- Androsace sublanata Hand.-Mazz.
- Androsace tanggulashanensi s Y.C.Yang & R.F.Huang
- Androsace tapete Maxim.
- Androsace tibetica (Maxim.) R.Knuth
- Androsace tribracteata R.F.Huang
- Androsace triflora Adams
- Androsace umbellata (Lour.) Merr.
- Androsace vegae R.Knuth
- Androsace villosa L. – naradka kutnerowata
- Androsace vitaliana (L.) Lapeyr.
- Androsace wardii W.W.Sm.
- Androsace wilsoniana Hand.-Mazz.
- Androsace wulfeniana (Sieber ex W.D.J.Koch) Rchb.
- Androsace yargongensis Petitm.
- Androsace zambalensis (Petitm.) Hand.-Mazz.
- Androsace zayulensis Hand.-Mazz.